# Hristifor Crnilović

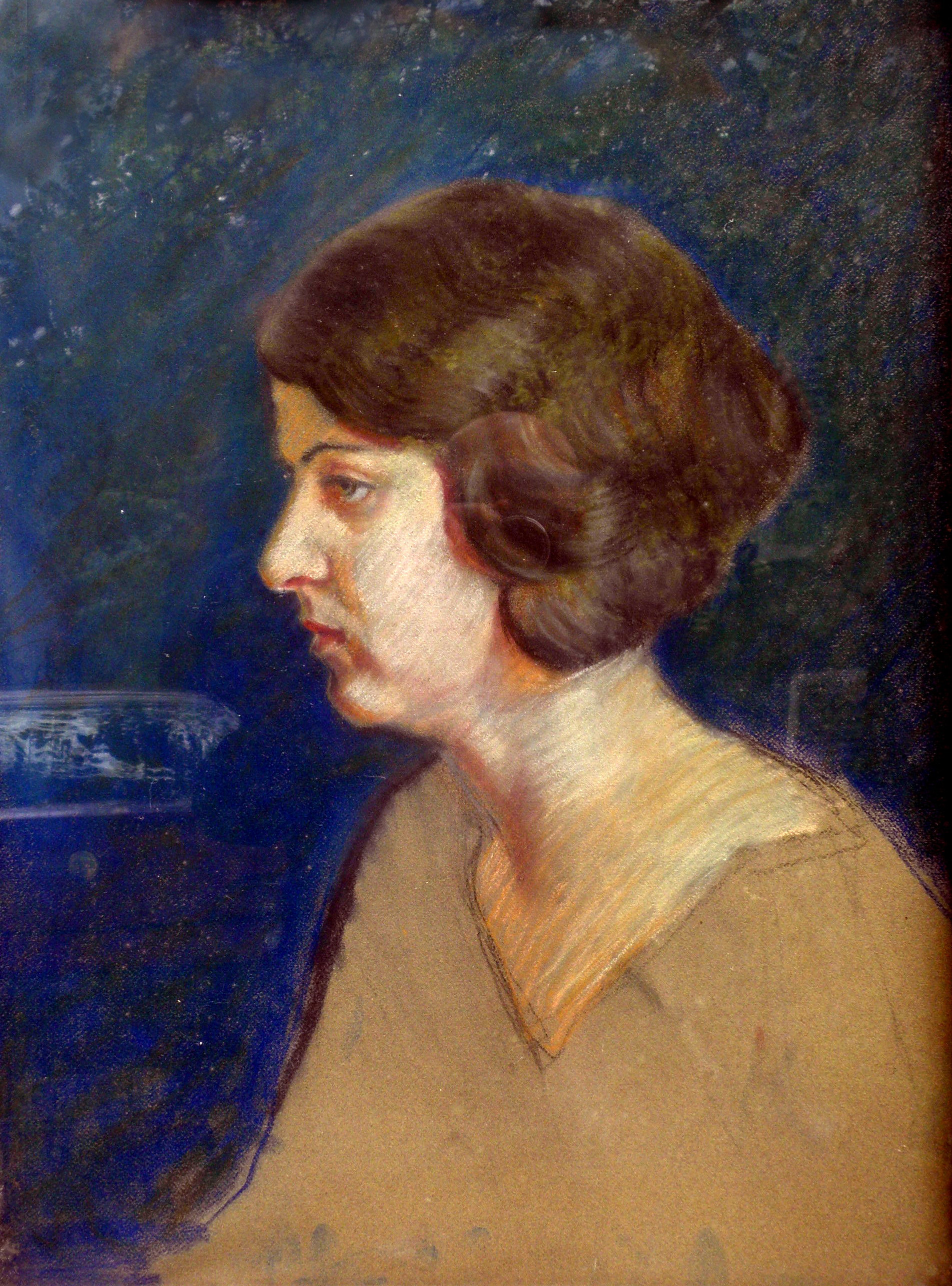
Portret kobiety na niebieskim tle, Hristifor Crnilović

Hristifor Crnilović (ur. 1886 w Vlasotincach, zm. 1961) – serbski malarz, badacz i kolekcjoner zabytków etnograficznych i przedmiotów artystycznych z regionu południowej Serbii, Kosowa, Metohiji i Macedonii. Zebrana przez Hristifora Crnilovića kolekcja dokumentuje kulturę ludową Serbii XIX i początku XX wieku, a sporządzone podczas badań terenowych notatki pozwalają obecnie odtwarzać dawne rzemiosła.

## Życiorys
Urodził się w miasteczku Vlasotince.  Ukończył słynną wówczas szkołę artystyczną Rista i Beta Vukanovićów w Belgradzie, (późniejsza Akademia Sztuk), a następnie wyjechał do Monachium, żeby kontynuować naukę w tamtejszej akademii. W czasie I wojny światowej, wraz z braćmi, walczył w serbskiej armii. W okresie międzywojennym pracował jako nauczyciel plastyki w rodzinnym Vlasotnice. W czasie letnich wakacji konno objeżdżał wioski w Macedonii, Kosowie i południowej Serbii zbierając i skupując przedmioty związane z kulturą ludową. Szczególnie zainteresowany był strojami ludowymi i biżuterią, nie tylko je kolekcjonował, ale również notował w jaki sposób były one wytwarzane.
Jako malarz tworzył przede wszystkim akty i pejzaże.
Zmarł w 1961 roku w skrajnej nędzy.

## Kolekcja Hristifora Crnilovića
W trakcie swoich podróży Hristifor Crnilović zebrał pokaźną kolekcję strojów ludowych i biżuterii, a także innych przedmiotów i narzędzi związanych z serbską kulturą ludową i wiejskim rzemiosłem. Ogółem kolekcja zawiera około 2600 przedmiotów, ponadto ponad 1600 klisz negatywowych i około 23 000 kartek zawierających notatki z badań terenowych. Najbardziej wartościową i największą część zbiorów stanowią stroje ludowe oraz biżuteria. Ponadto  znajdują się w niej przedmioty i narzędzia używane w gospodarstwach domowych takie jak naczynia, przybory do pisania, narzędzia tkackie, instrumenty muzyczne, przedmioty obrzędowe. W kolekcji jest również ok. 500 pocztówek z motywami ludowymi, a także znaleziska archeologiczne i monety (rzymskie, bizantyjskie, osmańskie i serbskie).
Po śmierci Hristifora Crnilovića cała kolekcja została przekazana przez jego spadkobierców miastu Belgrad, pod warunkiem zachowania jej w całości. Obecnie jest ona prezentowana w adaptowanym na ten cel zabytkowym budynku tzw. Domu Manaka.